# Wolf von Buchwaldt
Wolf von Buchwaldt (30. august 1764 på Gut Neudorf – 27. september 1820 sammesteds) var en holstensk godsejer.
Han var søn af fyrstelig konferens- og landråd Detlev von Buchwaldt (1721-1797) og Magdalene Lucie Blome (1726-1787). Buchwaldt ejede Gut Neudorf og Gut Farve, blev 1808 dansk kammerherre og bar også Jernkroneordenen.
Han ægtede 1789 Benedicte Charlotte Blome (23. marts 1772 på Gut Hagen - 23. august 1802 på Gut Farve), datter af Christoph Blome (1741-1814) og Lucia Charlotte Amalia komtesse Holstein-Holsteinborg (1746-1810).